# Международный комитет славистов
Междунаро́дный комите́т слави́стов (МКС) — научная организация, объединяющая (2008 год) национальные комитеты славистов Австралии и Новой Зеландии, Австрии, Беларуси, Бельгии, Болгарии, Великобритании, Венгрии, Германии, Греции, Дании, Израиля, Индии, Испании, Италии, Канады, Литвы, Македонии, Молдавии, Нидерландов, Норвегии, Польши, России, Румынии, Сербии, Словакии, Словении, Украины, США, Финляндии, Франции, Хорватии, Чехии, Швейцарии, Швеции, Эстонии, Японии. Международный комитет славистов входит в систему просветительных организаций ЮНЕСКО.

## История
МКС учреждён в Югославии (Белград, 1955), с целью возобновить и продолжить международные связи в области славистики и традиции 1-го Международного конгресса славистов-филологов, который состоялся в Праге в 1929 году.

## Международные съезды славистов
МКС с 1958 года каждые пять лет проводит Международные славистические съезды (первые три съезда состоялись до возникновения МКС):
- 1929, I, Прага[7][8], Брно[8], Братислава[8] (Чехословацкая Республика), 6—13 октября
- 1934, II, Варшава, Краков (Польская Республика)[7], 23—30 сентября
- 1939, (III), Белград (Королевство Югославия), 18—25 сентября — съезд не состоялся в связи с началом Второй мировой войны[9][7]
  - 1946, Ленинград (Союз Советских Социалистических Республик) — первая послевоенная Международная конференция славистов[10][7]
- 1948, (III), Москва (Союз Советских Социалистических Республик) — съезд не состоялся в связи с разрывом советско—югославских отношений[10][7]
  - 1955, Белград (Социалистическая Республика Сербия, СФРЮ)[7], 15—21 сентября[10] — внеочередная Международная встреча славистов
- 1958, IV, Москва (Союз Советских Социалистических Республик), 1—12 сентября[7] — первый послевоенный Международный съезд славистов[11]
- 1963, V, София (Народная Республика Болгария), 16—23 сентября[12]
- 1968, VI, Прага (Чешская социалистическая республика, ЧССР), 7—13 августа[13]
- 1973, VII, Варшава (Польская Народная Республика)[3], 21—27 августа
- 1978, VIII, Загреб (Социалистическая Республика Хорватия, СФРЮ)[11] — Любляна (Социалистическая Республика Словения, СФРЮ), 3—9 сентября
- 1983, IX, Киев (Украинская Советская Социалистическая Республика, СССР), 6—14 сентября[14]
- 1988, X, София (Народная Республика Болгария), 15—21 сентября[15].
- 1993, XI, Братислава (Словацкая Республика), 31 августа — 7 сентября[16]
- 1998, XII, Краков (Республика Польша)[17], 27 августа — 3 сентября[18]
- 2003, XIII, Любляна (Республика Словения), 15—21 августа[19]
- 2008, XIV, Охрид (Республика Македония), 10—16 сентября[20].
- 2013, XV, Минск (Республика Беларусь), 20—27 августа[21].
- 2018, XVI, Белград (Республика Сербия), 20—27 августа[22]
- 2025, XVII, Париж.

МКС проводит также ежегодные совещания.

## Комиссии Международного комитета славистов
На совещании в Белграде в октябре 1955 года было принято решение создать при Международном комитете славистов комиссии:
- общеславянский лингвистический атлас,
- старославянский словарь,
- истории славистики,
- по ономастике,
- по поэтике и стилистике,
- терминологическую,
- библиографии

и другие.
Позже были созданы комиссии:
- фонетики и фонологии,
- славянского словообразования (1995 год; 40 членов из 17 стран мира)[24]
- лексикологии и лексикографии[25],
- средневековых славянских культур,
- балто-славянских отношений, фольклора,
- лингвистической и литературоведческой текстологии,
- социолингвистики[26],
- фразеологии (1978)[27],
- стилистики (2013)[28],
- медиалингвистики[29]

и другие.

## Национальные комитеты славистов
Национальные комитеты славистов являются частью Международного комитета славистов. Национальный комитет славистов России возглавляет академик РАН А. М. Молдован. Украинский комитет славистов возглавляет академик НАН Украины А. С. Онищенко.